# Teinostoma abditum
Teinostoma abditum is een slakkensoort uit de familie van de Tornidae. De wetenschappelijke naam van de soort is voor het eerst geldig gepubliceerd in 2000 door Rolán, Rubio & Ryall.